# Коновалов Костянтин Миколайович
Коновалов Костянтин Миколайович — старший солдат Збройних Сил України, учасник російсько-української війни, що загинув під час російського вторгнення в Україну.

## Життєпис
Мешканець Літинської селищної громади Вінницької області. Старший солдат, старший водій санітарної роти (підрозділ — не уточнено).
Загинув 3 березня 2022 року під час евакуації поранених поблизу населеного пункту Зачатівка у Волноваському районі Донецької області. Вважався зниклим безвісти.

## Нагороди
- орден «За мужність» III ступеня (2022, посмертно) — за особисту мужність під час виконання бойових завдань, самовіддані дії, виявлені у захисті державного суверенітету та територіальної цілісності України, вірність військовій присязі.